# 벤자민 풀포드
벤자민 풀포드(영어: Benjamin Fulford, 일본어: 古歩道・ベンジャミン・フルフォード)는 캐나다계 일본인 작가, 언론인이다. 외교관 가족 출신으로, 1961년 오타와에서 태어났다. 그는 일본어 유튜브 채널 poppletelevision 의 고정 출연자이다.

## 주장

### 정치적 관점
- 이명박 대통령이 2010년 6월쯤에 자신에 대해 암살 지시를 내렸으나 실패하였다고 주장했다.[2]
- 그는 일본 야쿠자 타카야마 키요시를 조선민주주의인민공화국 간첩이라고 주장했다.[3] 타카야마 키요시의 체포가 연평도 포격의 발단이 되었다는 주장이다.
- 노무현 전 대통령의 죽음이 친일파 파벌이 주도한 계획된 타살이라고 주장했다.[4][5]
- 나카소네 야스히로 전 일본 총리가 조선민주주의인민공화국 간첩라고 주장했다.[6]
- 야노 준야 전 공명당 위원장이 집필한 책 검은 수첩(일본어: 黒い手帳 쿠로이테쵸[*])이 공명당의 주도로 일본을 조선민주주의인민공화국 식 종교적 독재정권으로 바꾸는 계획을 설명하였다고 주장하였다.[7]

### 사회적 관점
- 그는 2011년 도호쿠 지방 태평양 해역 지진의 원인이 일본의 해양선 치큐고가 바다 밑에 핵폭탄을 설치해서 터졌다고 주장하였다.[8]
- 그는 9·11 테러를 미국 정치권의 음모라고 주장하였고 이에 대한 여러 책을 출간하였다.

## 주요 저서
- 《야쿠자 리셋션: 더욱더 잃어버린 10년》(ヤクザ・リセッション さらに失われる10年), 코우분샤, 2003, ISBN 4-334-93323-8
- 《도둑 국가의 완성》(泥棒国家の完成), 코우분샤, 2004, ISBN 4-334-93332-7
- 《일본 매스커뮤니케이션 『겁쟁이』의 구조》(日本マスコミ「臆病」の構造), 타카라지마샤, 2004, ISBN 4-7966-4375-3
- 《폭로된 9-11 의혹의 진상》(暴かれた9.11疑惑の真相), 후쇼샤, 2006, ISBN 4-594-05228-2
- 《9-11테러의 날조: 일본과 세계를 계속 속인 독재국가 미국》(9・11テロ捏造―日本と世界を騙し続ける独裁国家アメリカ), 토쿠마 쇼텐, 2006, ISBN 4-19-862195-0
- 《니체는 꿰뚤어 본 유대-그리스도교 『세계지배』의 도구》(ニーチェは見抜いていた ユダヤ・キリスト教「世界支配」のカラクリ), 토쿠마 쇼텐, 2007, ISBN 4-19-862291-4
- 《폭로된 『어둠의 지배자』의 정체》(暴かれた[闇の支配者]の正体), 후쇼샤, 2007, ISBN 4-594-05364-5
- 《곧 일본이 세계를 구하는 벤&료 10의 긴급 제언》(まもなく日本が世界を救います ベン&龍10の緊急提言), 오오타 료 공저, 세이고우죠보우, 2007, ISBN 4-88086-224-X
- 《미국이 계속 숨긴 금융위기의 진실》(アメリカが隠し続ける金融危機の真実), 세이슌 출판사, 2008, ISBN 4-413-03698-0
- 《『중국이 꾀하는 세계지배』의 정체》(「中国が目論む世界支配」の正体), 후쇼샤, 2008, ISBN 4-594-05712-8
- 《문고 폭로된 『9/11의혹』의 진상》(文庫 暴かれた[9・11疑惑]の真相), 후쇼샤, 2009, ISBN 4-594-05899-X
- 《어둠의 권력과 싸우눈 사나이 - 벤자민 풀포드라는 생활방식》(闇の権力と闘う男―ベンジャミン・フルフォードという生き方), 보이스, 2009, ISBN 4-89976-237-2
- 《어둠의 지배자 "최종전쟁" ~그리고 새로운 시대의 돌입에~》(闇の支配者“最終戦争”~そして、新しい時代の突入へ~), 포레스트 출판, 2009, ISBN 4-89451-912-7
- 《어둠의 지배자에게 잡힌 세계를 구하는 기술》(闇の支配者に握り潰された世界を救う技術), 타케다 램덤 하우스 재팬, 2009, ISBN 4-270-00487-8
- 《계획된 미국 해체의 진실》(仕組まれたアメリカ解体の真実), 세이슌 출판사, 2009, ISBN 4-413-03720-0
- 《달러 소멸의 구조》(ドル消滅の仕組み), 세이시샤, 2009, ISBN 4-903853-57-8
- 《스텔스 워: 일본의 어둠을 침식하는 전쟁 5개》(ステルス・ウォー　日本の闇を浸食する5つの戦争), 고단샤, 2010, ISBN 4-06-216124-9
- 《도각 세계『어둠의 지배자』》(図解　世界「闇の支配者」), 후쇼샤, 2010, ISBN 4-594-06247-4
- 《일본을 깍아내린 『어둠의 지배자』가 임종을 맞이하는 날》(日本を貶めた「闇の支配者」が終焉を迎える日), 베스트 셀러즈, 2010, ISBN 4-584-13222-4
- 《기상병기 지진병기 HAARP 켐트레일》(気象兵器・地震兵器・HAARP・ケムトレイル), 세이고우죠보우, 2010, ISBN 4-88086-271-1
- 《세계와 일본의 절대지배자 루시페리안》(世界と日本の絶対支配者ルシフェリアン), 후쇼샤, 2011, ISBN 4-06-281457-9
- 《발발! 제3차 세계대전: World War Ver. 3.0》(勃発！第３次世界大戦　Ｗｏｒｌｄ　Ｗａｒ　Ｖｅｒ.3.0), 베스트 셀러즈, 2011, ISBN 4-584-13300-X

## 같이 보기
- 세키 유지(일본어판)